# أنطونيو فيشر
أنطونيو فيشر (بالألمانية: Antonio Fischer)‏ هو لاعب كرة قدم ألماني، ولد في 9 أغسطس 1996 في راينفلدن في ألمانيا. لعب مع إف إس في فرانكفورت.

## وصلات خارجية
- أنطونيو فيشر على موقع قاعدة بيانات كرة القدم.إي يو (الإنجليزية)
- أنطونيو فيشر على موقع Soccerway.com (الإنجليزية)
- أنطونيو فيشر على موقع عالم كرة القدم.نت (الإنجليزية)